# بخش کتیهار
بخش کتیهار (به انگلیسی: Katihar district) یک منطقهٔ مسکونی در هند است که در بخش پورنیا واقع شده‌است. بخش کتیهار ۳٬۰۵۶ کیلومتر مربع مساحت و ۳٬۰۷۱٬۰۲۹ نفر جمعیت دارد.